# Marder I
Die Bezeichnung Marder I wurde im Zweiten Weltkrieg für einige 7,5-cm-Panzerjäger-Selbstfahrlafetten verwendet, die auf französischen Beutefahrgestellen basierten und die für die deutsche Wehrmacht  hergestellt und von dieser eingesetzt wurden.

## Hintergrund
Schon während der Kämpfe in Frankreich zeigte sich die Unzulänglichkeit der deutschen Panzerabwehr. Panzer wie der Char B1 bis und der Matilda II waren praktisch mit den vorhandenen 3,7-cm-Pak nicht zu bekämpfen. Die inzwischen vermehrt bei den Panzerjäger-Abteilungen zu findende 5-cm-Pak 38 konnte zwar schwere Panzer wie die sowjetischen KW bekämpfen, musste diese aber oft gefährlich nah herankommen lassen. Einzig die schwere 7,5-cm-Pak 40 und einige Beutegeschütze, wie die beim Beginn des Unternehmen Barbarossa in großer Zahl erbeuteten sowjetischen 7,62-cm-Geschütze, waren in der Lage, die schweren Panzer effektiv zu bekämpfen. Der größte Nachteil war, dass diese schweren Pak-Geschütze Zugmaschinen benötigten und erst in Stellung gebracht werden mussten, um den aufgeklärten Gegner zu bekämpfen. Schnell wurden die Waffen dann Opfer der gegnerischen Artillerie.
Deshalb forderten die Panzerjäger-Verbände motorisierte Geschütze auf Selbstfahrlafetten wie den Panzerjäger I, mit dem man bereits gute Erfahrungen gemacht hatte. Das Waffenamt griff auf erbeutete französische Panzerfahrgestelle zurück, für die man in den deutschen Panzer-Divisionen keine Verwendung hatte, da sie zu langsam waren.
Während des Frankreichfeldzugs hatte sich ein technisch versierter Offizier der Artillerietruppe hervorgetan, Major Alfred Becker, und eigenmächtig seine Einheit motorisiert. Er wurde zum Vater einer ganzen Reihe von Umbauten auf französischen Fahrgestellen und seine Abteilung hieß nach ihm Baustab Becker.

## Die Marder-Familie
Der Marder I ist nur eine Gruppe von Panzerjäger-Fahrzeugen mit diesem Synonym. Neben diesen gab es noch Marder II auf Basis des um 1941 bereits veralteten Panzerkampfwagen II und auch verschiedene Ausführungen des Marder III auf Basis des Panzerkampfwagen 38 (t). Durch den Aufbau einer leistungsfähigen Panzerabwehrkanone anstelle des Turms konnte der Kampfwert der Fahrzeuge so gehoben werden, dass diese wieder in den Einsatz gehen konnten.
Die Fahrzeuge waren überwiegend mit der deutschen 7,5-cm-Pak 40 ausgerüstet, doch die geringe Zahl der verfügbaren Geschütze und die Hilferufe der Fronteinheiten führten dazu, dass die ersten Varianten des Marder II und Marder III mit dem Umbaugeschütz 7,62-cm-PaK 36 ausgerüstet wurden. Da die schweren Kanonen die Belastbarkeit der Fahrwerke bereits an ihre Grenze brachten, erhielten die Fahrzeuge nur oben offene Splitterschutz-Panzerungen nach vorn und zur Seite. Für den Schutz vor schlechtem Wetter wurden Planen mit Spriegeln angebracht.
Die Fahrzeuge der Marder-Serie waren keine Jagdpanzer und nicht für ein Duell mit Feindpanzern ausgelegt.

## 7,5-cm-Pak 40/1 auf GW Lr.S. (f) / Sd.Kfz.135

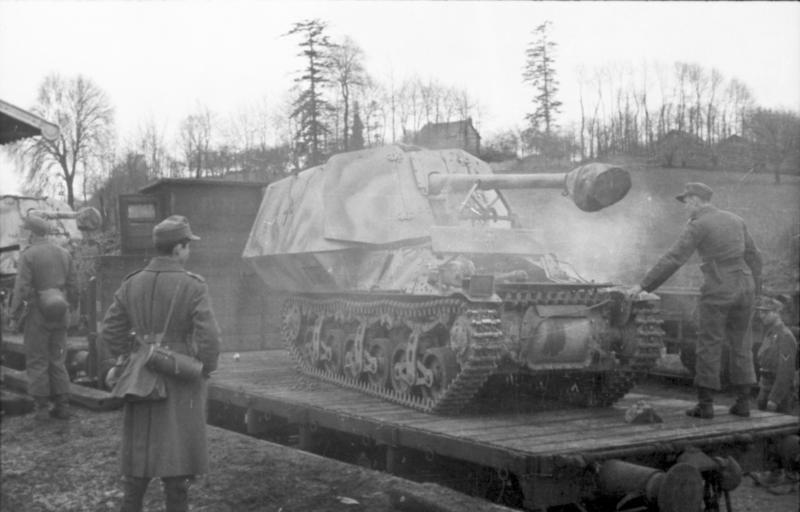
7,5-cm-Pak-40/1 auf GW Lr.S. (f)

Das Büro von Major Alfred Becker entwarf den Marder I auf Grundlage des Lorraine 37L (f) im Mai 1942. Hintergrund war eine dringende Forderung des Deutschen Afrikakorps nach Selbstfahrlafetten für Artillerie und Panzerjäger, um den schnellen Truppenbewegungen des nordafrikanischen Kriegsschauplatz folgen zu können. Das Lorraine-Fahrzeug war für den Umbau besonders geeignet, da der Motor in der Mitte lag und hierdurch hinter dem Geschütz Platz für den Kampfraum der Geschützbesatzung war. Der ursprüngliche, rechteckige Mannschaftsaufbau des Schleppers wurde entfernt und die Waffe unmittelbar hinter dem Motor lafettiert. Als ausführendes Unternehmen hatte Alkett in Zusammenarbeit mit Becker den gepanzerten Aufbau entworfen. Die Panzerung war relativ leicht und oben offen. Sie schützte nur vor Granatsplittern und Feuer aus leichten Infanteriewaffen. Der Zweck des Fahrzeugs war eindeutig, dem Geschütz Mobilität zu verschaffen, nicht einen Kampfpanzer zu ersetzen.
Der Panzerjäger war für einen größeren Einsatz in Afrika zu spät fertig, stattdessen wurden 1942 erst einmal Panzerjäger 38(t) (7,62-cm) dorthin geschickt. Tatsächlich geht aus den Unterlagen hervor, dass im Rahmen der 334. Infanterie-Division die 3. Kompanie / Schnelle Panzerjäger Abteilung 334 noch zwischen dem 30. Dezember 1942 und dem 8. Januar 1943 per Lufttransport in Me 323 Gigant mit 9 Panzerjägern und 6 Munitionsschleppern nach Tunis oder Bizerte geflogen worden sind.
Die zwischen Juli und August 1942 fertiggestellten 185 (170 ?) Fahrzeuge kamen anfänglich überwiegend bei den Panzerjäger-Abteilungen der Infanterie-Divisionen an der Ostfront zum Einsatz. Doch auch im besetzten Frankreich verblieben Fahrzeuge bei Ausbildungs- und Ersatzeinheiten. Auch in Italien sollen Fahrzeuge eingesetzt worden sein. Einige waren als Teil der 21. Panzer-Division bei einer der ersten Einheiten, die gegen die alliierten Landungskräfte kämpfte.
Einzelne Fahrzeuge wurden vom französischen Widerstand erbeutet und gegen die deutschen Besatzer eingesetzt. Ein solches Fahrzeug ist heute im Panzermuseum der französischen Streitkräfte in Saumur ausgestellt.

### Technische Daten
#
- Gewicht: 8,3 t
- Länge über alles: 5,38 m
- Länge der Wanne: 4,35 m
- Breite: 1,88 m
- Höhe: 2,00 m
- Bewaffnung: 7,5-cm-PaK 40/1 L46
  - Munition: 40 Schuss
- Besatzung: vier
- Panzerung
  - Wanne vorn 12 mm
  - Aufbau vorn 12 mm

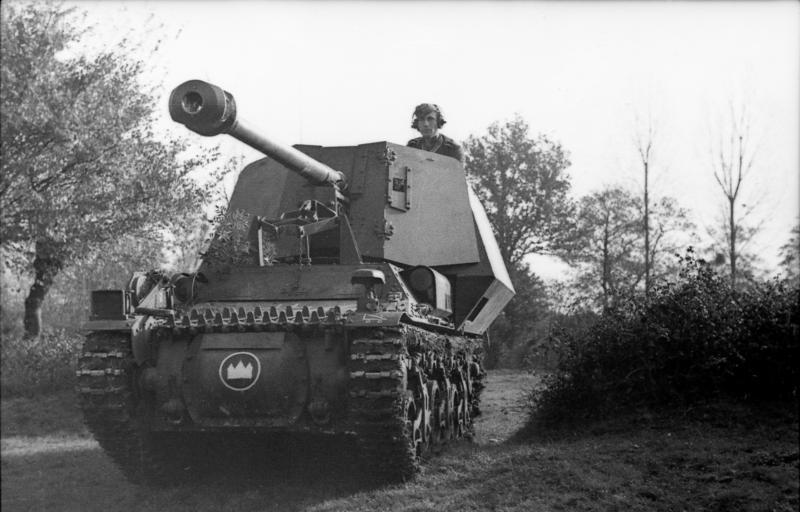
Im Westen: Belgien/Frankreich.- Nachschub per Eisenbahn, Jagdpanzer Marder I, 7,5cm Pak auf Gw Lorraine

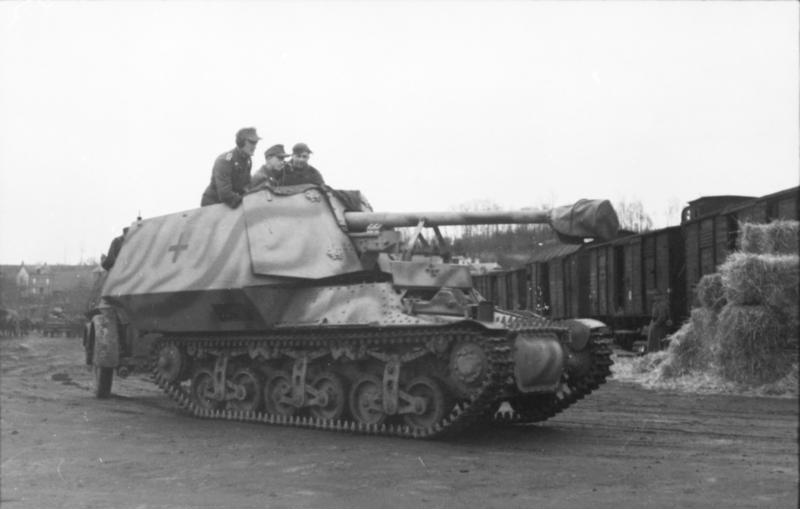
Panzerjäger Marder I auf GW Lorraine an der Westfront

- Fahrwerk: sechs 445-mm-Laufrollen pro Seite, die paarweise an halbelliptischen Blattfedern hängen
- Motor: Sechszylinder-Reihenmotor Delahaye 103 TT mit 70 PS
- Fahrbereich: 150 km
- Höchstgeschwindigkeit Straße: 38 km/h
- Reichweite Straße: 150 km
- Reichweite Gelände: 90 km
- Stückzahl: 185

## 7,5-cm-Pak 40 (SF) auf GW 39 (f)

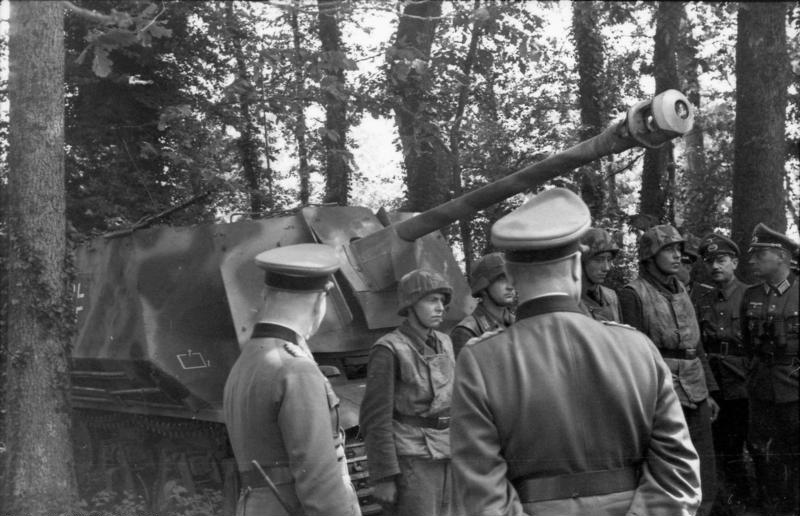
7,5-cm-Pak 40 (Sf) auf GW 39 (f) / 21.PD

Ebenfalls 1942 wurden französische Hotchkiss-Panzer, die als Panzerkampfwagen 35H 734(f) bzw. als Panzerkampfwagen 38H 735(f) in den Dienst der Wehrmacht übernommen worden waren, zu Panzerjägern umgebaut. Zu dieser Zeit verfügte Major Alfred Becker bereits über einige Erfahrungen im Umbau von Beutefahrzeugen; seine Werkstätten in Paris bauten dann 24 7,5 cm PaK40(Sf) auf Geschützwagen 39H(f).
Die Fahrzeuge wurden in Frankreich verwendet.

## 7,5-cm-Pak 40 (Sf) auf PzKpfw.FCM (f)
Die Wehrmacht erbeutete 37 FCM 36 und benutzten die Bezeichnung Panzerkampfwagen 373 FCM (f) dafür. Nachdem im Mai und Juni 1940 einige improvisiert eingesetzt worden waren, fanden diese keine reguläre Verwendung in den Panzerverbänden der Wehrmacht und wurden eingelagert. Im Umbauprogramm des Baustab Becker fanden schließlich 10 Fahrzeuge als Träger für die 7,5-cm Pak 40 Verwendung. Das Fahrzeug hatte 3 Mann Besatzung und wog 12,608 t. Als Teil der 21. Panzer-Division gingen auch diese Fahrzeuge im Rahmen der Sturmgeschütz-Abteilung 200 in die Normandie-Schlacht.
Das französische Panzermuseum verfügt über ein Exemplar des Trägerfahrzeuges FCM 36, das fahrbereit ist.

## Hinweis
Weitere Fahrzeuge Artillerie- und Panzerjäger-Fahrzeuge die als Umbauten entstanden, wurden nicht als Marder I bezeichnet.